# Armando Riveiro
Armando Riveiro de Aguilar Malda, conhecido apenas por Armando (Sopelana, 16 de janeiro de 1971), é um ex-futebolista espanhol, de origem basca, que atuava como goleiro.